# Pommes de terre répertoriées dans l'Arche du goût
Les Pommes de terre répertoriées dans l'Arche du goût sont des productions locales traditionnelles de pomme de terre qui ont été retenues par les instances nationales de l'Arche du goût (fondation Slow Food) des pays concernés, pour assurer leur promotion et les sauver de l'extinction.
Elles sont au nombre de huit (2012), listées dans le tableau ci-après.

## Liste des produits
| Dénomination                              | Aire d'origine        | Pays       | Observations                                                                              |
| ----------------------------------------- | --------------------- | ---------- | ----------------------------------------------------------------------------------------- |
| Bamberger Hörnla                          | Franconie             | Allemagne  | variété similaire à la Ratte, classement IGP en attente (2010)                            |
| Green Mountain                            | Vermont               | États-Unis |                                                                                           |
| Ozette                                    | État de Washington    | États-Unis |                                                                                           |
| Papas andinas de la Quebrada de Humahuaca | Quebrada de Humahuaca | Argentine  | Variétés de Solanum tuberosum sp. andigena                                                |
| Patata de alta montaña Copo de Nieve      | Sierra Nevada         | Espagne    | Cultivée entre 1000 et 2000 mètres d'altitude                                             |
| Patata del Bufet                          | Catalogne             | Espagne    | Écotype de la variété 'Institut de Beauvais'                                              |
| Patata Gorbea                             | Province d'Alava      | Espagne    |                                                                                           |
| Patata rossa di Cetica                    | Province d'Arezzo     | Italie     | Similaire à la variété 'Red King Edward' classée « Produit agroalimentaire traditionnel » |
| Quarantina bianca                         | Ligurie, Piémont      | Italie     | Classée « Produit agroalimentaire traditionnel »                                          |